# Blue box

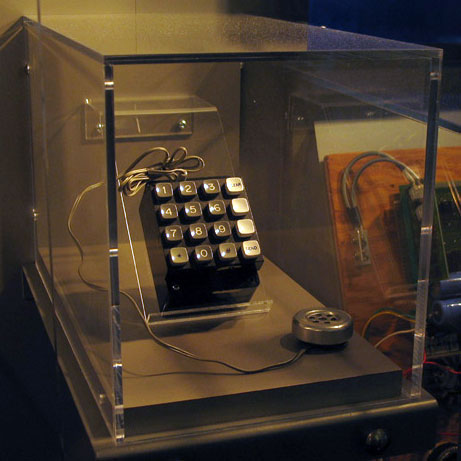
Blue box construído por Steve Wozniak (Computer History Museum). A primeira ligação realizada por Wozniak foi para o papa, "para se confessar".

Blue box foi um equipamento desenvolvido por John Draper que gerava tons nas frequências necessárias para comunicar-se com a central telefônica e controlar o destino das ligações sem depositar moedas. O equipamento conseguia isto fazendo o operador pensar que o usuário havia desligado, e então passando a emular tons de operador. O dispositivo logo tornou-se popular entre os nerds da Califórnia. Sua utilização aumentou consideravelmente na década de 1970.
O aparelho recebeu este nome pois o primeiro confiscado, que manipulava centrais telefônicas eletromecânicas, era azul. Antes disto, eram conhecidos como M-Fers. A AT&T ficou ciente da existência das blue boxes em 1961. Funcionavam imitando os 12 tons usados na rede da companhia telefônica: de 0 a 9; KP (Key Pulse), para alertar que um número seria enviado a seguir; e ST (Start) para informar aos sistema que a ligação deveria ser processada.

## Funcionamento
Para utilizar uma blue box, o phreak deveria ligar para um número gratuito, realizando assim uma conexão entre a central telefônica local e a central telefônica que servia ao número grátis. Antes do telefone chamar, o usuário deveria então pressionar um botão para a blue box emitir o tom de 2600Hz, o mesmo que as centrais desconectadas e inoperantes emitiam continuamente. A central telefônica do número gratuito, ao receber este tom, deduzia que o phreaker havia desligado, apesar da linha permanecer ativa. Logo ao fim do tom, entretanto, a central do número gratuito registrava novamente que a linha está ativada, e então esperava a discagem de um número. Assim, usando o teclado da blue box, o phreaker discava o número, e a ligação era realizada a partir da central do número gratuito, sem desconectar a linha que o phreak utilizou para conectar-se à central.

## História

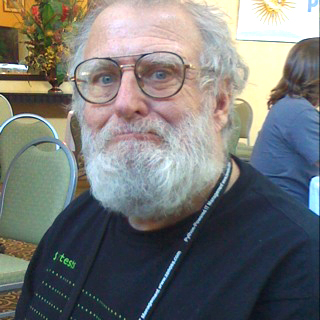
John T. Draper em 2008.

John Draper descobriu que apitos plásticos de brinquedo dados como brinde do cereal Cap'n Crunch em 1972 geravam um som de 2600Hz, exatamente a mesma frequência necessária para a pessoa ganhar acesso a controles de operador no sistema telefônico. Devido a esta descoberta, John passou a se intitular Captain Crunch. Draper usava então uma blue box, um dispositivo utilizado para geração de tons variados, com o objetivo de ganhar controle das centrais telefônicas de longa distância da AT&T. Logo após o desenvolvimento deste dispositivo, as fraudes telefônicas aumentaram nos Estados Unidos.
Foi convencido a montar a primeira blue box por garotos cegos que lhe disseram ser possível realizar as ligações a partir de um computador. Sendo um engenheiro fascinado por explorar sistemas de computador, motivou-se e construiu o equipamento. Entretanto, o fez errado, e por isto logo foi detectado, detido por acusações de fraude em tarifas, ainda em 1972, e condenado a liberdade condicional por cinco anos.
As frequências usadas no sistema de tons multifrequência da rede Bell haviam sido impressas em 1954 pela AT&T nas Bell System Technical Notes, um jornal técnico escrito por pessoas dos Bell Labs para outros engenheiros de telefonia, mas também lida avidamente pelos phreaks, que posteriormente passou a ser de acesso restrito. Entretanto, já era tarde demais, e a informação já havia se tornado pública, com phreaks fazendo a lista de todas as notas circularem.
De 1970 a 1979 empresários e alguns poucos estudantes colegiais usaram Blue Boxes para ter ligações gratuitas. ESS foi um grande problema para os phreaks, pois, apesar de não estar muito difundido, onde quer que estivesse o uso de uma blue box era perto de impossível, exceto para os mais experientes phreaks. Em 1978, os computadores Apple já eram adquiríveis, podiam ser programados e o trabalho anterior podia ser salvo em fitas cassete. Pouco depois surgiu o Apple Cat modem, que tornava mais fácil que nunca a geração de tons das Blue Boxes. Logo surgiram programas que podiam imitar um operador.
Por volta de 1977 a AT&T começou a alterar seus sistemas, especialmente nas áreas urbanas, para tornar impossível o uso de blue boxes.

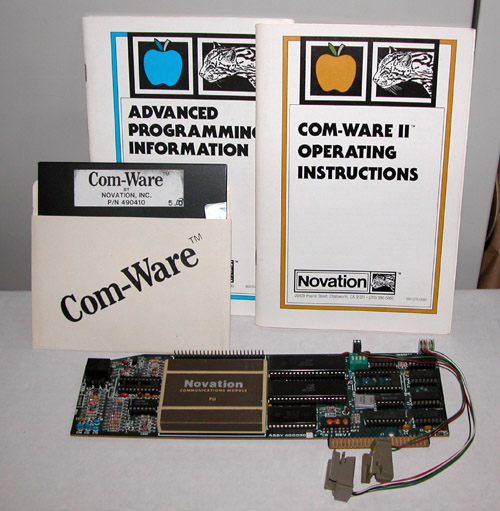
O modem Apple-CAT II com software e manual. O modem Apple Cat facilitou a geração do tom de 2600 Hz.

## Blue Box e a Apple
Steve Wozniak produzia e vendia ilegalmente este dispositivo na época em que era e engenheiro da HP e o estagiário Steve Jobs o conheceu. Inspirados pelo artigo de Rosenbaum e pelo próprio Draper, que chegou a visitá-los no dormitório da universidade, produziram algumas dezenas do dispositivo, vendendo-as para estudantes de Berkeley e ganhando assim dinheiro o bastante para pagar um ano de faculdade, antes de perceberem o interesse da Máfia e o risco legal que corriam, quando então abandonaram a atividade. O dinheiro foi usado pela dupla para fundar a Apple Inc. e desenvolver o Apple I.
John T. Draper, amigos dos fundadores da Apple Computer, foi contratado por estes para desenvolver uma interface de telefone para o computador Apple II, e então Draper basicamente criou uma blue box em uma placa de computador.